# Scheloribates imperfectus
Scheloribates imperfectus är en kvalsterart som beskrevs av Hammer 1972. Scheloribates imperfectus ingår i släktet Scheloribates och familjen Scheloribatidae. Inga underarter finns listade i Catalogue of Life.